# Jacob A. Marinsky
Jacob Akiba Marinsky (11 avril 1918, Buffalo, New York - 1er septembre 2005) est un chimiste qui est le co-découvreur de l'élément prométhium ,.

## Biographie
Marinsky est né à Buffalo, New York, le 11 avril 1918. Il fréquente l'Université de Buffalo, y entrant à 16 ans  et obtient un baccalauréat en chimie en 1939.
Pendant la Seconde Guerre mondiale, il est employé comme chimiste pour le projet Manhattan, travaillant aux Clinton Laboratories (maintenant Laboratoire national d'Oak Ridge) de 1944 à 1946 . En 1945, avec Lawrence E. Glendenin et Charles D. Coryell, il isole l'élément de terre rare 61, jusque-là non documenté. Marinsky et Glendenin produisent du prométhium à la fois par extraction des produits de fission et en bombardant le néodyme avec des neutrons ,. Ils l'isolent par chromatographie échangeuse d'ions . La publication de la découverte est retardée jusqu'à plus tard en raison de la guerre. Marinsky et Glendenin annoncent la découverte lors d'une réunion de l'American Chemical Society en septembre 1947 ,,. Sur la suggestion de Grace Coryell, l'équipe nomme le nouvel élément du mythique Prométhée, qui a volé le feu aux dieux et a été puni pour cet acte par Zeus . Ils ont également envisagé de le nommer "clintonium" pour l'installation où il était isolé.
Marinsky fait partie des scientifiques du projet Manhattan qui signent en 1945 une pétition contre le largage d'une bombe atomique sur le Japon .
Il reprend ses études après la guerre, obtenant un doctorat en chimie nucléaire et inorganique du Massachusetts Institute of Technology en 1949. Il travaille dans la recherche industrielle avant de rejoindre la faculté de l'Université de Buffalo en 1957 . Ses recherches portent sur la chimie inorganique nucléaire, les études physico-chimiques de l'échange d'ions et les systèmes de polyélectrolytes et d'électrolytes. À la fin des années 1960, lorsque l'université demande aux professeurs de signer un serment de loyauté envers les États-Unis, Marinsky refuse, qualifiant cela de violation des libertés civiles  une position qui fait perdre leur emploi à d'autres membres du corps professoral . Il prend sa retraite en 1988, devenant professeur émérite .
Au début des années 1960, Marinsky est boursier de recherche Fulbright à l'Institut Weizmann des sciences en Israël. En 1990, il reçoit le Clifford Furnas Memorial Award de l'Université de Buffalo, décerné aux diplômés dont les réalisations scientifiques ont apporté du prestige à l'université .
Marinsky est décédé le 1er septembre 2005 d'un myélome multiple . Il est enterré au cimetière de Pine Hill à Buffalo . Il est marié à Ruth Slick, qui lui survit. Ils ont quatre filles ,.